# Кубок Европы по горному бегу 2000
6-й Кубок Европы по горному бегу прошёл 2 июля 2000 года в деревне Мендзыгуже (Нижнесилезское воеводство, Польша). Участники соревновались в дисциплине горного бега «вверх-вниз». Разыгрывались 4 комплекта наград: по два в индивидуальном и командном зачётах среди мужчин и женщин.
Трасса была проложена по склонам Судетских гор на границе с Чехией. На старт вышли 122 бегуна (67 мужчин и 55 женщин) из 18 стран Европы. Каждая страна могла выставить до 4 человек в каждый из забегов. Сильнейшие в командном первенстве определялись по сумме мест трёх лучших участников.
Изабела Заторская из Польши на домашней трассе защитила титул чемпионки. Итальянец Массимо Галлиано, выступавший на международных соревнованиях по горному бегу с 1992 года, выиграл свой первый крупный титул в карьере. Ему удалось опередить действующего двукратного чемпиона Антонио Молинари и призёра Кубка мира Ричарда Финдлоу.

## Медалисты
Курсивом выделены участники, чей результат не пошёл в зачёт команды.

### Мужчины
| Дисциплина                             | Золото                                                                         | Золото   | Серебро                                                                  | Серебро | Бронза                                                          | Бронза   |
| -------------------------------------- | ------------------------------------------------------------------------------ | -------- | ------------------------------------------------------------------------ | ------- | --------------------------------------------------------------- | -------- |
| 11,692 км перепад высот: +818 м −818 м | Массимо Галлиано Италия                                                        | 50.22    | Ричард Финдлоу Англия                                                    | 50.56   | Антонио Молинари Италия                                         | 51.03    |
| 11,692 км (команды)                    | Италия · Массимо Галлиано · Антонио Молинари · Андреа Агостини · Роберто Порро | 16 очков | Шотландия · Роберт Куинн · Нил Уилкинсон · Крис Робисон · Аллан Миллиган | 21 очко | Франция · Жиль Икар · Тьерри Икар · Арно Фурден · Сильвен Ришар | 49 очков |

### Женщины
| Дисциплина                            | Золото                                                                                   | Золото   | Серебро                                                                 | Серебро  | Бронза                                                                        | Бронза   |
| ------------------------------------- | ---------------------------------------------------------------------------------------- | -------- | ----------------------------------------------------------------------- | -------- | ----------------------------------------------------------------------------- | -------- |
| 7,068 км перепад высот: +488 м −488 м | Изабела Заторская Польша                                                                 | 33.38    | Биргит Зоннтаг Германия                                                 | 33.53    | Розита Рота-Гельпи Италия                                                     | 34.17    |
| 7,068 км (команды)                    | Италия · Розита Рота-Гельпи · Флавия Гавильо · Маргерита Гроссо · Пьеранджела Баронкелли | 19 очков | Германия · Биргит Зоннтаг · Эллен Шёнер · Роми Линднер · Керстин Харбих | 36 очков | Франция · Изабель Гийо · Анн Ду Коуту · Вероник Синарбьё · Мишель Лезервуазье | 47 очков |

## Медальный зачёт
Медали завоевали представители 6 стран-участниц.
 Принимающая страна
| Место | Страна    | Золото | Серебро | Бронза | Всего |
| ----- | --------- | ------ | ------- | ------ | ----- |
| 1     | Италия    | 3      | 0       | 2      | 5     |
| 2     | Польша    | 1      | 0       | 0      | 1     |
| 3     | Германия  | 0      | 2       | 0      | 2     |
| 4     | Англия    | 0      | 1       | 0      | 1     |
| 4     | Шотландия | 0      | 1       | 0      | 1     |
| 6     | Франция   | 0      | 0       | 2      | 2     |
| Всего | Всего     | 4      | 4       | 4      | 12    |